# Robert Horne (cricket)
Pour les articles homonymes, voir Robert Horne.
Robert Horne est un joueur britannique de cricket né le 12 octobre 1877 à Bexley et mort à une date inconnue, qui a représenté la France lors des Jeux olympiques d'été de 1900 à Paris.

## Biographie
Robert Horne participe à l'unique match de cricket aux Jeux olympiques en 1900 à Paris. La France, représentée par l'équipe du Standard Athletic Club, est battue par l'Angleterre et remporte donc la médaille d'argent. Il dispute aussi en 1910 un tournoi à quatre à Bruxelles entre la France, l'Angleterre, les Pays-Bas et le Marylebone Cricket Club.